# Karin Frei
Karin Frei (* 31. Mai 1969 in Luzern) ist eine Schweizer Journalistin und Moderatorin.

## Leben
Karin Frei studierte nach der Matura 1990 erst Wirtschaft und anschliessend an der Universität Zürich Geisteswissenschaft mit Hauptfach Volkskunde. Sie schloss ihr Studium 2003 mit dem Lizenziat ab. Parallel dazu arbeitete sie als Redaktorin bei der Tageszeitung Luzerner Neuste Nachrichten und absolvierte ein Stage bei Radio Pilatus. Sie wechselte dann für zwei Jahre zu DRS 3 als Moderatorin der Jugendsendung Yoyo. Ab 1996 moderierte sie den DRS-Nachtclub und war bei DRS 1 als Redaktorin und Moderatorin (Doppelpunkt und Persönlich) tätig. 2005 veröffentlichte sie beim Limmat Verlag ein Buch zum Thema «Stiefmutter». Ab November 2011 war sie Redaktionsleiterin und bis 2017 Moderatorin der Diskussionssendung Club auf SRF 1.

## Schriften
- Gute böse Stiefmutter. Sieben Porträts und ein Leitfaden. Mit einem Gespräch von Irène Zumsteg mit Christiane Brunner. Limmat, Zürich 2005, ISBN 3-85791-479-3.